# アイドルカレッジ
アイドルカレッジ（IDOL COLLEGE）は、日本の女性アイドルグループ。BLUE ROSE所属。

## 概要
“未来のアイドルをみんなと育てていこう”がコンセプト。芸能活動未経験の女の子が歌唱・ダンス・演技・グラビア等のレッスンを行う過程をファンへ公開してスキルアップをはかる。ファンにはレッスンを通じた成長過程を応援してもらうことを目標として挙げている。
2009年2月1日に設立されたB.L.T.主催のアイドルプロジェクト「B.L.T.IDOL COLLEGE」が前身で、2010年3月31日に解散したが、翌4月1日よりグループ名・メンバーをリニューアルし「アイドルカレッジ」（アイカレ）として再結成された。
2013年2月13日DREAMUSICからシングル「少女卒業／YOZORA」でメジャーデビュー。
2015年10月12日、新メンバーらによる派生ユニット「UP's COLLEGE from アイカレ」（アプカレ）が活動開始(2016年5月7日初ワンマンライブにて活動終了)。
2018年1月24日にグループ内ユニット「Up's COLLEGE 2nd GENERATION」を結成。
2019年4月4日に新チームとして「HOP-PAS」と「MELiSSA」の始動が発表。
2022年5月7日に清楚をテーマにした5人組ユニット「おむすびコロコロ」が始動。2023年1月に期間限定ユニット『Team暁月』と『Team夜空』を結成。
2024年9月22日SHIBUYA PLEASURE PLEASUREで開催の南千紗登 卒業ライブ 〜 vv１!POPCORN!７v 〜にて初期メンバーで初代リーダーの南千紗登が卒業した。
2024年9月29日SHIBUYA PLEASURE PLEASUREで開催の「long good bye」#えび卒業ライブ0929にて2代目リーダーの海老原優花が卒業した。

## メンバー

### 現メンバー
| 氏名                          | 生年月日（年齢）      | 出身地   | プロフィール・備考                                                                                |
| ----------------------------- | --------------------- | -------- | ------------------------------------------------------------------------------------------------- |
| 今野穂乃花 （こんのほのか）   | 1998年4月20日（27歳） | 埼玉県   | 2014年7月30日加入                                                                                 |
| 若林春来 （わかばやしはるき） | 1995年4月5日（30歳）  | 千葉県   | 2016年12月29日加入 元：MELiSSA兼任 リーダー（3代目）(2024年10月-)                                 |
| 藤代梨々花 （ふじしろりりか） | 1999年1月30日（26歳） | 千葉県   | 2019年4月29日加入 おむすびコロコロ兼任                                                            |
| 峯島叶夢 （みねじまかのん）   | 2006年5月31日（19歳） | 千葉県   | 2019年10月17日加入                                                                                |
| 島田詩音 （しまだことね）     | 2006年6月30日（19歳） | 東京都   | 2020年6月6日加入 おむすびコロコロ兼任                                                             |
| 高橋媛 （たかはしひめ）       | 2004年9月20日（20歳） | 愛媛県   | 2020年8月6日加入 おむすびコロコロ兼任                                                             |
| 三ツ矢真歩 （みつやまほ）     | 1999年5月1日（26歳）  | 愛知県   | 2023年2月26日加入                                                                                 |
| 渡邉希奏 （わたなべまかな）   | 2005年9月30日（19歳） | 東京都   | 2023年3月29日加入                                                                                 |
| 石塚汐花 （いしづかしおか）   | 1997年7月3日（28歳）  | 東京都   | 2012年11月8日加入 2021年11月7日卒業（24歳当時） 元：彗星♩dropTune° 2024年2月9日候補生として再加入 |
| 新丸澤凛 （あまさわりん）     | ????年6月15日         | 東京都   | 2024年11月1日加入                                                                                 |
| 候補生                        |                       |          |                                                                                                   |
| 菜乙 （なお）                 | 2005年6月27日（20歳） | 静岡県   | 2024年11月1日に練習生から昇格 iTRiP兼任                                                           |
| 斎藤架栄 （さいとうかえ）     | 1999年11月6日（25歳） | 東京都   | 2024年11月1日加入                                                                                 |
| 伊藤歌音 （いとうかのん）     | 2003年9月6日（21歳）  | 神奈川県 | 2024年12月11日に練習生から昇格                                                                    |

### 元メンバー
| 氏名                                    | 生年月日（年齢）       | 出身地   | プロフィール・備考 |
| --------------------------------------- | ---------------------- | -------- | --- |
| 戸井智恵美 （といちえみ）               | 1993年6月29日（32歳）  | 山口県   | 2009年7月26日加入 2010年9月27日卒業（17歳当時） 卒業後芸名：といちえみ                                                                                |
| 荒井美咲 （あらいみさき）               | 1992年5月22日（33歳）  | 埼玉県   | 2011年4月3日加入 2011年7月3日卒業（19歳当時） |
| 幕田一未 （まくたかずみ）               | 1994年8月4日（31歳）   | 東京都   | 2010年8月1日加入 2011年8月31日卒業（17歳当時） |
| 山崎彩花 （やまざきあやか）             | 1995年8月7日（30歳）   | 神奈川県 | 2009年7月26日加入 2012年4月1日卒業（16歳当時） |
| 坂田しおり （さかたしおり）             | 1991年8月4日（34歳）   | 東京都   | 2009年2月1日結成メンバー 2012年8月31日卒業（21歳当時）                                                                                                |
| 床爪さくら （とこつめさくら）           | 1996年2月28日（29歳）  | 大阪府   | 2009年10月4日加入 2014年2月9日卒業（17歳当時） 元：ユイガドクソン                                                                                     |
| 重本未紗 （しげもとみさ）               | 1996年3月22日（29歳）  | 東京都   | 2009年10月4日加入 2014年2月9日卒業（17歳当時） 卒業後芸名：重元美沙                                                                                   |
| 友松花穂 （ともまつはなほ）             | 1997年2月21日（28歳）  | 京都府   | 2011年12月18日加入 2014年6月1日脱退（17歳当時） |
| 大久保舞香 （おおくぼまいか）           | 1997年11月18日（27歳） | 東京都   | 2013年3月31日加入 2014年6月1日脱退（16歳当時） |
| 千葉奈々希 （ちばななき）               | 2月11日                | 静岡県   | 元：ステーション♪ 2013年9月23日加入 元：ALLOVER Team nx兼任 2014年8月30日脱退（17歳当時） 元：PLC 元：黒のシャーナ 元：はつめろ☆彡 卒業後芸名：なな茶 |
| 安藤直 （あんどうなお）                 | 1996年9月22日（28歳）  | 埼玉県   | 2010年11月21日加入 2014年10月31日卒業（18歳当時） 元：Malcolm Mask McLaren 卒業後芸名：nao                                                            |
| 山口りえ （やまぐちりえ）               | 1990年12月16日（34歳） | 大阪府   | 2012年8月18日加入 2015年1月31日卒業（24歳当時） 卒業後：昭和プロダクション所属                                                                        |
| 重本愛瑠 （しげもとえる）               | 1998年6月17日（27歳）  | 奈良県   | 2012年8月18日加入 2015年6月14日脱退（16歳当時） |
| 稲葉美咲 （いなばみさき）               | 1998年11月16日（26歳） | 千葉県   | 旧芸名：美浦咲良 元：青SHUN学園 2014年1月11日加入 元：ALLOVER Teamδ兼任 2015年12月23日卒業（17歳当時）                                                |
| 齋藤綺咲 （さいとうきさき）             | 1994年8月16日（31歳）  | 神奈川県 | 2009年7月26日加入 2016年2月29日卒業（21歳当時） |
| 近藤栞菜 （こんどうかんな）             | 2002年3月19日（23歳）  | 東京都   | 2015年10月3日加入 2016年5月23日契約解除（14歳当時）                                                                                                   |
| 神田緋那 （かんだひな）                 | 2000年3月3日（25歳）   | 東京都   | 2013年9月23日加入 2017年2月9日脱退（16歳当時） |
| 小笠原彩乃 （おがさわらあやの）         | 1996年10月14日（28歳） | 北海道   | 2017年3月18日卒業（20歳当時） |
| 伊豆原もも （いずはらもも）             | 1997年1月11日（28歳）  | 茨城県   | 2017年8月31日卒業（20歳当時） |
| 上水口姫香 （かみなぐちひめか）         | 2002年5月27日（23歳）  | 東京都   | 2017年9月13日契約解除（15歳当時） 脱退後：東京CuteCute 元：X21 元：ハープスターの上水口萌乃香は実姉。                                                 |
| 戸沢舞 （とざわまい）                   | 2000年4月5日（25歳）   | 群馬県   | 2018年6月22日卒業（18歳当時） |
| 河端美津希 （かわばたみづき）           | 1996年8月10日（29歳）  | 兵庫県   | 2018年8月18日脱退（22歳当時） 卒業後芸名：桜田みづき 卒業後：ゆめいろH！L！T                                                                          |
| 川音希 （かわおとのぞみ）               | 1993年4月15日（32歳）  | 栃木県   | 元：バクステ外神田一丁目2.5期生 旧芸名：河音祐美 2014年7月加入 2018年8月28日卒業（25歳当時） 卒業後：サンミュージック所属                             |
| 影澤里南 （かげさわりな）               | 1998年6月19日（27歳）  | 埼玉県   | 2015年10月3日加入 2018年8月28日卒業（20歳当時） |
| 平田亜耶加 （ひらたあやか）             | 2002年9月26日（22歳）  | 静岡県   | 2016年12月29日加入 2018年12月29日卒業（16歳当時） |
| 竹井玲那 （たけいれいな）               | 1996年5月31日（29歳）  | 大阪府   | 2019年1月30日脱退（22歳当時） 元：AsianQ☆VEGA 沢井美空は実姉 卒業後：alma                                                                             |
| 増田悠那 （ますだゆうな）               | 1995年7月5日（30歳）   | 兵庫県   | 2019年1月30日卒業（23歳当時） |
| 下田渚 （しもだなぎさ）                 | 1997年11月25日（27歳） | 埼玉県   | 2019年1月30日卒業（21歳当時） |
| 小池真絢 （こいけまひろ）               | 2001年4月4日（24歳）   | 静岡県   | 2019年1月30日卒業（17歳当時） |
| 立川紅葉 （たちかわもみじ）             | 2000年10月29日（24歳） | 大阪府   | 2019年1月30日卒業（18歳当時） |
|                                         | 1998年3月24日（27歳）  |          | |
| 田所栞 （たどころしおり）               | 1996年12月1日（28歳）  | 神奈川県 | 旧芸名：辰見栞 元：怪傑!トロピカル丸 2015年10月3日加入 2019年5月14日卒業（22歳当時）                                                                  |
| 河地柚奈 （かわじゆうな）               | 1995年1月25日（30歳）  | 兵庫県   | 2015年10月3日加入 2019年5月14日卒業（24歳当時） |
| 岡崎いちご （おかざきいちご）           | 2002年2月28日（23歳）  | 千葉県   | 旧芸名：岡崎苺 元：スマイル学園 2019年5月30日卒業（17歳当時）                                                                                         |
| 川邊花実 （かわべはなみ）               | 2002年3月2日（23歳）   | 神奈川県 | 旧芸名：川辺花実 元：Maria 元：MELiSSA兼任 2019年8月22日卒業（17歳当時）                                                                              |
| 白形れお （しらかたれお）               | 2006年9月14日（18歳）  | 東京都   | 2019年9月26日卒業（13歳当時） |
| 河東杏樹 （かわとうあんじゅ）           | 1994年5月20日（31歳）  | 神奈川県 | 元：AKBN 0 2期生合格者 旧芸名：河東あんじゅ 2012年8月18日加入 2020年7月7日卒業（25歳当時）                                                            |
| 鈴木あゆ （すずきあゆ）                 | 2001年5月16日（24歳）  | 東京都   | 2020年3月19日卒業（18歳当時） 卒業後：アップアップガールズ（仮）                                                                                      |
| 小淵妃乃 （おぶちひめの）               | 2002年3月6日（23歳）   | 神奈川県 | 2020年8月2日脱退（18歳当時） |
| 佐藤春奈 （さとうはるな）               | 1995年4月17日（30歳）  | 神奈川県 | 2015年10月3日加入 元：MELiSSA兼任 元：MELiSSAリーダー 2020年11月9日卒業（25歳当時） 卒業後もBLUE ROSE所属                                             |
| 矢内はな （やうちはな）                 | 2004年9月19日（20歳）  | 神奈川県 | 2019年10月17日加入 2021年6月30日解雇（16歳当時） |
| 内藤里奈 （ないとうりな）               | 2001年2月16日（24歳）  | 兵庫県   | 元：ヤンチャン学園KANSAI 2018年12月9日加入 2022年2月28日卒業（21歳当時） 卒業後：ポジティブモンスター                                                 |
| 高橋なみ （たかはしなみ）               | 2002年9月10日（22歳）  | 兵庫県   | 2018年11月4日加入 2022年4月8日卒業（19歳当時） 卒業後：BAKUMON 卒業後芸名：成海なみ                                                                   |
| 間山優 （まやまゆう）                   | 2004年10月23日（20歳） | 東京都   | 2019年4月29日加入 2022年4月14日卒業（17歳当時） |
| 宮城乃奈実 （みやぎのなみ）             | 1996年1月17日（29歳）  | 沖縄県   | 2010年12月24日加入 2014年2月9日卒業（18歳当時） 元：ユイガドクソン 2021年2月11日再加入 2022年9月4日卒業（26歳当時）                                   |
| 三好夢摘 （みよしむつみ）               | 1998年7月20日（27歳）  | 大阪府   | 2018年4月7日加入 元：MELiSSA兼任 2022年12月12日卒業（24歳当時） 卒業後：元milk&honey                                                                  |
| 冨田樹梨亜 （とみたじゅりあ）           | 1994年6月17日（31歳）  | 神奈川県 | 2011年9月4日加入 2022年12月24日卒業（28歳当時） |
| 田口空 （たぐちそら）                   | 2000年7月21日（25歳）  | 大阪府   | 元：minAmin 2016年12月29日加入 2023年3月23日卒業（22歳当時）                                                                                          |
| 中島優衣 （なかじまゆい）               | 1996年5月20日（29歳）  | 神奈川県 | 2011年5月6日加入 元：ピュアリーモンスター兼任 アミュレート業務提携 2023年6月25日卒業（27歳当時）                                                      |
| 髙桑凜羽 （たかくわりう）               | 2005年9月1日（19歳）   | 石川県   | 2022年3月30日加入 元：おむすびコロコロ兼任 2024年2月15日契約解除（18歳当時）                                                                          |
| 堤可鈴 （つつみかりん）                 | 1999年12月27日（25歳） | 神奈川県 | 2021年2月11日加入 元：おむすびコロコロ兼任 元：おむすびコロコロリーダー 2024年3月24日卒業（24歳当時）                                                 |
| 南千紗登 （みなみちさと）               | 1991年11月26日（33歳） | 神奈川県 | 2009年10月4日加入 2024年9月22日卒業（32歳当時） 初代リーダー                                                                                          |
| 海老原優花 （えびはらゆうか）           | 1996年1月1日（29歳）   | 神奈川県 | 2011年9月4日加入 2024年9月29日卒業（28歳当時） リーダー（2代目）                                                                                      |
| 上野凛夏 （うえのりんか）               | 2002年8月15日（23歳）  | 神奈川県 | 2021年11月26日加入 2024年12月9日卒業（22歳当時） |
| 元練習生・元候補生                      |                        |          | |
| 加藤真侑 （かとうまゆ）                 | 1993年9月24日（31歳）  | 東京都   | 旧芸名：月野まゆ 元：バクステ外神田一丁目1.5期生 2012年8月18日加入 2013年3月26日脱退（19歳当時） 元：KATA☆CHU                                         |
| 岡田果実 （おかだかみ）                 | 1997年2月6日（28歳）   | 東京都   | 元：「Hana* chu→」他読者モデル 2012年8月18日加入 2013年5月27日脱退（16歳当時）                                                                        |
| 山下優奈 （やましたゆな）               | 1996年3月5日（29歳）   | 東京都   | 2012年8月18日加入 2013年5月27日脱退（17歳当時） 元：ハニースパイス 卒業後芸名：山下ゆな                                                               |
| 杉田綾奈 （すぎたあやな）               | 1994年7月29日（31歳）  | 千葉県   | 2012年8月18日加入 2013年5月30日解雇（18歳当時） 元：FineColor 元：Cupidolic 卒業後芸名：小栗あやな                                                    |
| 山本麻鈴 （やまもとまりん）             | 2000年8月2日（25歳）   | 埼玉県   | 2012年11月8日加入 2013年6月24日脱退（12歳当時） |
| 大場瑠来 （おおばるら）                 | 2005年6月29日（20歳）  | 北海道   | 2020年6月6日加入 2021年6月30日契約解除（16歳当時） |
| 松井ひなた （まついひなた）             | 2001年10月19日（23歳） | 岡山県   | 2021年2月11日加入 2021年9月30日脱退（19歳当時） |
| 松田瑠夏 （まつだるうか）               | 2003年8月8日（22歳）   | 神奈川県 | 2019年10月17日加入 2021年10月31日卒業（18歳当時） |
| 山田命 （やまだみこと）                 | 1995年9月8日（29歳）   | 大阪府   | 2019年10月17日加入 2021年11月23日卒業（26歳当時） |
| 加藤志乃 （かとうしの）                 | 2004年11月10日（20歳） | 長野県   | 2020年6月6日加入 2021年11月23日卒業（17歳当時） |
| 座波キララ （くらなみきらら）           | 2007年7月29日（18歳）  | 沖縄県   | 2021年11月26日加入 2023年3月30日卒業（15歳当時） |
| 中野亜沙美 （なかのあさみ）             | 1998年4月27日（27歳）  | 神奈川県 | 2022年12月24日加入 2023年3月30日卒業（24歳当時） |
| 相原愛香ケイト （あいはらまなかけいと） | 2001年4月19日（24歳）  | 神奈川県 | 2022年12月24日加入 2023年4月8日活動休止 2023年12月31日活動終了（22歳当時）                                                                            |
| 永田真由美 （ながたまゆみ）             | 2000年6月16日（25歳）  | 愛知県   | 2023年3月29日加入 2024年3月31日脱退（23歳当時） |
| 加藤舞 （かとうひらら）                 | 2005年7月6日（20歳）   | 埼玉県   | 2023年7月31日加入 元：大御神 元：RONPA～PINK～ 2024年5月22日卒業（18歳当時）                                                                          |
| 桜野姫奈 （さくらのひな）               | 2007年10月24日（17歳） | 神奈川県 | 2023年11月11日加入 2024年5月31日活動終了（16歳当時）                                                                                                  |

|-
| 神谷優梨亜
（かみたにゆりあ）||  2002年11月6日（22歳）|| 埼玉県 || 2023年5月25日加入\
2025年1月29日活動終了（22歳当時）
|}
|-
| 松尾響綺
（まつおひびき）||  2007年10月24日（17歳）|| 神奈川県 || 2022年2月13日加入\
2025年1月31日活動終了（15歳当時）
|}

### B.L.T.IDOL COLLEGE元メンバー
- 蛇川真菜（じゃがわ まな、1991年12月23日、東京都）
- 松沢千帆（まつざわ ちほ、1991年3月28日、神奈川県）
- 山下光希（やました みつき、1993年1月1日、福岡県）
- 木下尚美（きのした なおみ、1991年12月24日、東京都）
- 酒井蘭（さかい らん、1993年3月13日、東京都）
- 倉沢みのり（くらさわ みのり、1995年12月5日、東京都）
- 輿石光（こしいし ひかる、1991年4月22日、埼玉県）
- 阿部梨奈（あべ りな、1994年1月13日、千葉県）

## 略歴
2009年
- 2月1日 B.L.T.ガールズプロジェクト「B.L.T.IDOL COLLEGE」開校式。日直、松沢MC、井上副編集長（芸能花伝舎G-1教室）
- 5月1日 公開レッスン拠点をアソビットシティ6Fへ[10]。
- 6月17日 「スーパー・アニメ・リミックス プレゼンツ テクノポップ」発売。
- 12月6日「恋なのです・夢を追いかけて」発売
- 12月6日「B.L.T.アイドルカレッジのテーマ・ぬうべるばあぐ」発売

2010年
- 1月11日「制服恋物語・Cheer♀Magic・残酷な天使のテーゼ」発売
- 1月11日「ジャンピングホップ・B.L.T.アイドルカレッジのテーマ」発売
- 3月10日「ガンバレ!!オトメ!!・いちごパフェ」発売
- 5月26日「アニメ☆ダンス BEST GIG」発売

2011年
- 6月11日「軌跡」発売

2012年
- 7月11日「雨のち晴れ」発売
- 8月18日 DREAMUSICからメジャーデビューを発表。

2013年
- 2月13日 メジャーデビューシングル「少女卒業／YOZORA」発売
- 7月24日 メジャー1stアルバム「アイドルカレッジの伝えたいこと」発売

2014年
- 5月6日　DREAMUSICからStand-Up! Recordsに移籍を発表[11]。

2015年
- 10月7日 「ビーマイ☆ゾンビ」発売。オリコンウィークリー初登場6位。
- 10月12日 派生ユニット「UP's COLLEGE from アイカレ」活動開始。
- 10月13日 週刊プレイボーイ「第3回グラビア編集の隠し玉GP」で、リーダーの南が過去最多得票でグランプリに選出。

2016年
- アイカLet's 東名阪ツアー2016　～「ア」なたと「イ」ま「カ」ら「レ」ぼりょーしょん！！～
  - 3月12日　心斎橋SUN HALL
  - 3月13日　大須RAD HALL
  - 4月2日　渋谷DUO
- 3月20日 週刊プレイボーイ「グラバカ!」で、南が初代「グラバカ!クィーン」に選ばれ、スペシャルグラビア権を獲得。
- 7大都市ツアー!!!　～キミに会いたくて～7th anniversary
  - 10月8日　名古屋
  - 10月22日　大阪
  - 10月23日　広島
  - 10月30日　札幌
  - 11月6日　福岡
  - 11月12日　仙台
  - 12月29日　東京
- 11月発売、集英社「ミラクルジャンプ」32号（週刊ヤングジャンプ増刊12/30号）でミラドルグランプリが発表され、石塚汐花が巻頭グラビアに掲載[12]。

2018年
- 1月24日 グループ内ユニット「Up's COLLEGE 2nd GENERATION」を結成。

2019年
- 4月4日 新チームとして「HOP-PAS」と「MELiSSA」の始動が発表。

2021年
- 4月22日発売、『週刊ヤングジャンプ』（集英社）21＆22合併号スタートの企画「サキドル エース SURVIVAL 11」に候補生の松田が参加[13]。

2022年
- 5月7日 清楚をテーマにした5人組ユニット「おむすびコロコロ」が始動。

2023年
- 1月に9月3日開催予定の日比谷公園大音楽堂でのワンマンライブを成功に向けてさらなる成長を図るために、期間限定ユニット『Team暁月』と『Team夜空』を結成。
- 9月3日 ワンマンライブを開催。東京ドームシティホールミーツポートにて2024年9月6日にワンマンライブを開催することを発表[7]。

2024年
- 9月6日 TOKYO DOME CITY HALLにてアイドルカレッジ15th Anniversary Live 〜Now and Forever〜を開催。
- 9月22日 SHIBUYA PLEASURE PLEASUREにて南千紗登 卒業ライブ 〜 vv１!POPCORN!７v 〜を開催。初期メンバーで初代リーダーの南千紗登が卒業した。
- 9月29日 SHIBUYA PLEASURE PLEASUREにて「long good bye」#えび卒業ライブ0929を開催、2代目で現職リーダーの海老原優花が卒業した。

2025年
- 2月21日 神田明神ホールにて16th Anniversary LIVE『COLOUR～5864日間の軌跡～』を開催。

## イベント
※AKIBA3021でのイベント・定期公演「AFTER SCHOOL」・ゲスト出演は除く
2009年
- 4月11日 「B.L.T.PRESENTS Girls Woodstock Vol.11」
- 4月29日 「Finolia Festival Vol.3」
- 5月4日 「GW2009 SPECIAL LIVE」
- 5月9日 「B.L.T.PRESENTS Girls Woodstock Vol.12」
- 5月30日 「Finolia Festival Vol.4」
- 6月13日 「B.L.T.PRESENTS Girls Woodstock Vol.13」
- 6月20日 「Finolia Festival Vol.5」
- 7月11日 「B.L.T.PRESENTS Girls Woodstock Vol.14」
- 7月25日 「Finolia Festival Vol.6」
- 8月8日 「B.L.T.PRESENTS Girls Woodstock Vol.15」
- 8月27日「Finolia Festival Vol.7～これで見納め！？全員浴衣祭り～」
- 9月12日 「B.L.T.PRESENTS Girls Woodstock Vol.16」
- 9月19日 「Finolia Festival Vol.8」
- 10月10日 「Finolia Festival Vol.9」
- 11月14日 「Finolia Festival Vol.10」
- 12月12日 「Finolia Festival Vol.11」

2010年
- 1月17日 「Finolia Festival Vol.12」
- 2月21日 「Finolia Festival Vol.13」
- 3月22日 「Finolia Festival Vol.14」

※これよりアイドルカレッジ名義で出演
- 4月11日 「Finolia Festival Vol.15」
- 5月15日 「Finolia Festival Vol.16」
- 8月7日・8日「 TOKYO IDOL FESTIVAL 2010 @Shinagawa」

2011年
- 4月24日「アイドルフーチャーフェスティバル＠JAPAN Vol.1」
- 8月27日・28日 TOKYO IDOL FESTIVAL 2011 〜Eco & Smile〜（お台場・青海特設会場）
- 12月18日「みんなひとつになれ！アイカレの伝えたいこと～2011　冬～」（恵比寿ガーデンルーム）

2014年
- 7月21日「SEKIGAHARA IDOL WARS 2014〜関ケ原唄姫合戦〜

2016年
- 2月13日・14日「JAPAN EXPO IN THAILAND」

## 作品

### シングル
B.L.T.アイドルカレッジ
- 「恋なのです・夢を追いかけて」（2009年12月6日、東京ニュース通信社）
- 「B.L.T.アイドルカレッジのテーマ・ぬうべるばあぐ」（2009年12月6日、東京ニュース通信社）
- 「制服恋物語・Cheer♀Magic・残酷な天使のテーゼ」（2010年1月11日、東京ニュース通信社）
- 「ジャンピングホップ・B.L.T.アイドルカレッジのテーマ」（2010年1月11日、東京ニュース通信社）
- 「ガンバレ!!オトメ!!・いちごパフェ」（2010年3月10日、東京ニュース通信社）

アイドルカレッジ
- 「雨のち晴れ」（2012年7月11日、HMVアイドル学園）
- 「少女卒業／YOZORA」（2013年2月13日、DREAMUSIC） - メジャーデビューシングル
- 「あのコが、髪を、切らない理由。」（2014年7月30日、Stand-Up! Records）
- 「トゥルーエンド プレイヤー」（2014年12月3日、Stand-Up! Records）
 - PS Vita『神次次元ゲイム ネプテューヌRe;Birth3 V CENTURY』EDテーマ、TBSテレビ『穴があくほど定点観測』EDテーマ
- 「#常夏女子希望!!!」（2015年5月13日、Stand-Up! Records）
 - TBSテレビ『バナナマンのせっかくグルメ!!』EDテーマ
- 「ビーマイ☆ゾンビ」（2015年10月7日、Stand-Up! Records）
 - PS Vita『激次元タッグ ブラン+ネプテューヌVSゾンビ軍団』OPテーマ
  - 「正義の心～平和のために～」 - テレビドラマ『新★乾杯戦士アフターV』EDテーマ
  - 「BEFUNYOUANDQN(iチームver.)」 - PS Vita『激次元タッグ ブラン+ネプテューヌVSゾンビ軍団』EDテーマ
- 「イチズレシピ」（2015年12月2日、Stand-Up! Records）
 - テレビアニメ『俺がお嬢様学校に「庶民サンプル」としてゲッツされた件』OPテーマ
- 「虹とトキメキのFes」（2016年12月14日、Stand-Up! Records）
 - TBSテレビ『ランク王国』12・1月度OPテーマ
- 「パンタスティック！」（2017年5月10日、Stand-Up! Records）
 - テレビアニメ『パンパカパンツ おNEWさん』主題歌
- 「Wonderful Story」（2017年10月4日、Stand-Up! Records）
 - TBSテレビ『オー!!マイ神様!!』10月度EDテーマ
- 「AKATSUKI」（2018年7月11日、Stand-Up! Records）
 - TBSテレビ『開運音楽堂』8月度パワープレイ
- 「MASQUERADE」（2019年12月11日、TARO☆Records）
 - テレビ東京『勇者ああああ～ゲーム知識ゼロでもなんとなく見られるゲーム番組～』12月度EDテーマ
- 「GOES ON」（2020年12月9日、TARO☆Records）
 - 日本テレビ『バズリズム02』12月度EDテーマ
- 「無我夢中Days」（2021年8月4日、TARO☆Records）
 - 日本テレビ『バズリズム02』9月度EDテーマ
- 「Rainbow Gate」（2022年6月1日、TARO☆Records）
- 「愛が光る！」（2022年11月30日、TARO☆Records）
- 「ICHIBANBOSHI」（2023年7月5日、TARO☆Records）
- 「ナンバーワン主義」（2024年7月24日、TARO☆Records）

HOP-PAS
- 「LOVE TALK」（2019年7月2日、TARO☆Records）
 - TBSテレビ『イベントGO!』7月度OPテーマ
  - 「紺碧とオレンジ（HOP-PAS ver.）」 - 映画『劇場版 現代怪奇百物語 壱之章』EDテーマ

MELiSSA
- 「MELiSSA/DEAD HEAT DRiVE」（2019年7月2日、FIFTY-FIFTY Records）

### アルバム
アイドルカレッジ
- 「軌跡」（2011年6月11日、東京ニュース通信社）
- 「アイドルカレッジの伝えたいこと」（2013年7月24日、DREAMUSIC） - メジャー1stアルバム
- 「idolcollege」（2016年4月20日、Stand-Up! Records)
  - 「がむしゃらFighter」 - TBSテレビ『東京EXTRA』OPテーマ
- アイドルカレッジベストアルバム2023～黄昏（トワイライト）～（2023年3月14日） - M∞CARD

#### コンピレーション
B.L.T.アイドルカレッジ
- スーパー・アニメ・リミックス プレゼンツ テクノポップ（2009年6月17日、DREAMUSIC）
  - 12曲目「新世紀ヱヴァンゲリヲン」残酷な天使のテーゼ[14]
- スーパー★アニメ☆リミックス スーパー・ベスト（2009年7月22日、DREAMUSIC）
  - 2曲目「制服恋物語」

　アイドルカレッジ
- アニメ☆ダンス BEST GIG（2010年5月26日、FARM RECORDS）
  - 「な・り・あ・が・り☆」

### 映像作品
- Heaven アイカレ みなみ（2013年5月24日、イーネット・フロンティア） - 南
- アイドルカレッジ修学旅行へ行く!（2013年12月20日、イーネット・フロンティア）
- のんのんかまってほしいサー（2014年1月24日、イーネット・フロンティア） - 宮城
- しおちゃんのまじっく・おぶ・すまいる（2014年8月22日、イーネット・フロンティア） - 石塚
- あんじぇるTime♪（2014年10月23日、イーネット・フロンティア） - 河東
- ヒゲ探偵①～⑥（2014年～2015年、Ippo）- 石塚、冨田、中島、南、河東
- Shining SMILE（2017年4月30日、イーネット・フロンティア） - 石塚

## 書籍

### 雑誌
- B.L.T.アイドルカレッジ1期生「私たち進行形!」 4月号（2009年2月24日、東京ニュース通信社）
- 月刊Audition 7月号（2009年6月1日、白夜書房）
- 週刊プレイボーイ（2016年1月25日、集英社） - 南、中島、冨田、海老原、河東、川音、佐藤、影澤、上水口

### カレンダー
- アイドルカレッジ 2014年カレンダー（2013年10月19日、トライエックス）
- 石塚汐花（アイドルカレッジ） 2015年カレンダー（2014年10月11日、トライエックス）
- アイドルカレッジ 2017年カレンダー（2016年11月24日、トライエックス）

## 出演
※単発（ゲスト）出演は除く

### テレビ
- 今から推せる!アイドルカレッジ入門（2011年7月1日 - 、スカパー!HD 663ch「PigooHD」・スカパー!371ch「エンタ!371」）
- うたなび!（2017年4月 - 2019年3月、TOKYO MX・BS12 トゥエルビ 他） - 南（アシスタント）
- 友だちがゾンビになったらどうする（2019年7月1日 - 8月26日、全9話、千葉テレビ「MUSE9」内 連続ショートドラマ） - 主演：冨田
- 眠れなくなる夜～グラビアアイドルの憂鬱～（2020年11月16日 - 12月28日、全7話、千葉テレビ「トピックメーカー」内 連続ショートドラマ） - 高橋媛
- 私と死神（2021年1月4日 - 3月29日、全8話、テレ玉「トピックマガジン」内 連続ショートドラマ） - 加藤
- 私と死神 Previous story（2021年4月5日 - 5月3日、全5話、テレ玉「トピックマガジン」内 連続ショートドラマ） - 田口
- 3つのルール（2021年5月10日 - 6月28日、全8話、テレ玉「トピックマガジン」内 連続ショートドラマ） - 山田
- 眠れなくなる夜～グラビアアイドル殺人事件～（2022年5月5日 - 6月16日、全7話、千葉テレビ「キャストウォッチ」内 連続ショートドラマ） - 高橋媛（佐江子 役）

### 映画
- デスフォレスト 恐怖の森4（2016年4月23日公開、監督：鳥居康剛） - 主演：冨田
- 憑きもどり（2018年11月13日公開、原作：明利英司、監督：辻岡正人） - 主要キャスト：冨田
- 劇場版 現代怪奇百物語 壱之章（2019年6月1日公開、監督：松本了） - 出演：冨田
- 黄龍の村（2021年9月24日公開、監督：阪元裕吾） - 出演：石塚
- コネクション（2022年2月25日公開、監督：井川楊枝） - 出演：冨田

### ラジオ
- お台場レインボーステーション（SPACE DiVA、有線放送キャンシステム 他）
- アイドルカレッジのカラオケ・カレッジ（2015年1月1日 - 2017年3月31日、TBSラジオ「ミュージックナビ〜昨日と今日との交差点〜」→「Fine!!」内）
- 浅草橋アイドルカレッジ（2015年4月6日 - 9月28日、毎週月曜日20時更新、Blue-Radio.com） - 齋藤＆冨田
- 全国アイドルカレッジ普及推進委員会（毎週水曜日更新、響-HiBiKi Radio Station）
  - 齋藤＆冨田（2015年10月7日 - 2016年2月24日）
  - 冨田＆中島（2016年3月2日 - 2018年7月18日、2022年10月5日 - 12月28日）
  - 中島（2023年1月11日、18日）
  - 中島＆藤代・堤（藤代と堤は隔週で交代）（2023年1月25日 - 6月28日）
  - 藤代＆堤（2023年5月17日、2023年7月5日 - ）
  - 堤＆島田（2023年8月23日、30日）
- 原由実・南千紗登のぱくぱく村（2016年4月2日 ｰ 2018年6月30日、毎週火曜日配信、ラジオ関西） - 南

### 舞台
- 檻の中の懲りない女たち（2010年6月18日 - 20日、銀座小劇場） - 坂田、南、戸井、山崎、床爪、齋藤、重本未紗

- アリスインプロジェクト
  - アリスインデッドリースクール（2010年10月14日 - 17日、六行会ホール） - 山崎
  - 落下ガール（2011年2月3日 - 6日、渋谷区文化総合センター大和田 伝承ホール） - 床爪
  - マシーナリー＊マテリアル（2011年2月24日 - 27日、シアターKASSAI） - 幕田
  - アリスインクロノパラドックス（2011年5月3日 - 8日、シアターグリーン） - 重本未紗
  - ライン♪（2011年8月4日 - 7日、博品館劇場） - 重本未紗
  - 時空警察ヴェッカーχ 彷徨のエトランゼ（2012年6月20日 - 24日、六行会ホール） - 重本未紗
  - アリスインデッドリースクール オルタナティブ（2013年3月20日 - 24日、六行会ホール） - 重本愛瑠
  - トラブルブックマーカー（2013年6月19日 - 23日、シアターKASSAI） - 友松
  - 戦国降臨ガールズ（2013年7月3日 - 7日、六行会ホール） - 冨田、南
  - 時空警察ヴェッカー改・ノエルサンドレ（2014年4月23日 - 27日、小劇場B1） - 山口
  - セブンフレンズ・セブンミニッツ（2014年12月19日、六行会ホール） - 石塚
  - ヨルハ Ver.1.1（2015年5月26日 - 30日、新宿村LIVE） - 重本愛瑠
  - アリスインデッドリースクール ビヨンド（2015年8月12日 - 23日、シアターKASSAI） - 海老原、神田
  - クォンタム・ドールズ 〜量子境界の遊歩者〜（2016年1月6日 - 11日、新宿村LIVE） - 石塚
  - 時空警察クロノゲイザー（2016年7月6日 - 10日、六行会ホール） - 石塚
  - クォンタムドールズ 2017（2017年7月5日 - 9日、六行会ホール） - 南
  - ゼロヨンヨンの終電車 2018（2018年1月10日 - 14日、新宿村LIVE） - 田口
  - クォンタムメモリーズ ～量子変数の観測者～（2018年10月3日 - 8日、新宿村LIVE） - 増田、今野
  - 悪魔inデッドリースクール（2019年1月16日 - 20日、コフレリオ新宿シアター） - 増田

- もしかも!（2010年11月5日 - 8日、シアターブラッツ） - 齋藤
- 「鬼切姫」〜第一章・志を継ぐもの〜（2012年6月6日 - 10日、渋谷区文化総合センター大和田 伝承ホール） - 南

- A☆ct Stage
  - 応!〜吠えろ!叫べ!打ち砕け!すべての軛を引きちぎれ!〜（2013年4月17日 - 21日、ブディストホール） - 冨田
  - ASU（2013年8月8日 - 11日、南大塚ホール） - 宮城
  - 桃太郎外伝〜竜宮城大決戦〜（2014年3月12日 - 16日、ブディストホール） - 中島[注釈 2]

- Short Sweet Story
  - 新学期編「トビラ」（2013年5月23日 - 26日、絵空箱） - 友松
  - ハロウィン編「居酒屋喫茶パステル〜ハロウィンナイト編〜」（2013年11月1日・4日、絵空箱） - 海老原
  - 関東七夕編（2015年7月14日 - 17日、シアターブラッツ） - 海老原

- SING!（2013年6月5日 - 9日、東京芸術劇場シアターウエスト / 6月14日 - 16日、世界館） - 石塚[注釈 3]、山口
- ミュージカル 忍者じゃじゃ丸くん（2013年6月22日 - 30日、シアターブラッツ） - 重本未紗
- 踊るOH!遊戯（2013年7月11日 - 15日、相鉄本多劇場） - 友松

- シザーブリッツ
  - グッドファーザー（2014年1月21日 - 26日、サンモールスタジオ） - 重本未紗
  - レンアイドッグス（2015年1月24日 - 2月1日、サンモールスタジオ） - 冨田
  - 軽くフィクション（2016年1月20日 - 24日、中野ザ・ポケット） - 冨田

- 心は孤独なアトム（2014年2月5日 - 9日、シアターグリーン） - 冨田
- 熱血青春合唱物語『ドリームクレッシェンド!!!』（2014年2月21日・22日・28日・3月7日・14日・28日、AKIBAカルチャーズ劇場）
- ドリームクレッシエンド!!!〜帰ってきたアイカレ合唱部〜（2014年5月24日、AKIBAカルチャーズ劇場）
- 鏡花水月 -キョウカミナヅキ-（2014年6月6日 - 8日、シアターブラッツ） - 千葉
- 舞台ムラコシアター旗揚げ公演 vol.1「5218」（2014年9月11日・12日、千本桜ホール） - 海老原（11日）、石塚（12日）
- 第三水曜即興舞台「こんなはずじゃなかった。」（2015年2月18日 - 12月16日、偶数月第3水曜日、しもきた空間リバティ） - 冨田（年間MVP）

- シズ☆ゲキ
  - 進め！春川女子高校（2015年3月4日 - 8日、シアターKASSAI） - 海老原
  - 進め！春川女子高校2 〜ハルジョの七不思議〜（2015年7月8日・10日、シアターKASSAI） - 海老原

- 倫敦影奇譚シャーロック・ホームズ 〜銀髪の使者と七人の容疑者〜（2015年6月17日 - 21日、六行会ホール） - 南
- 熱血青春合唱物語『ドリームクレッシェンド!!! 〜Stage of the ground〜』（2015年7月2日 - 5日、ウッディシアター中目黒）

- 森下仁丹プレゼンツ 第三水曜即興舞台2016
  - こんなはずじゃなかった。〜Kiリーグ（2016年1月20日 - 、奇数月第3水曜日、しもきた空間リバティ） - 海老原
  - こんなはずじゃなかった。〜Guリーグ（2016年2月17日 - 、偶数月第3水曜日、しもきた空間リバティ） - 佐藤

- ミュージカル ホス探へようこそ
  - 〜The Last Valentine〜（2016年2月10日 - 14日、シアターサンモール） - 河東
  - 〜ザ・セカンド/アンチ・アレス〜（2016年8月24日 - 28日、Yokohama O-SITE） - 河東

- コウノトリの小さな鞄（2016年3月2日 - 6日、シアターグリーン） - 河地
- 舞台版 実は私は（2016年5月11日 - 15日、新宿村LIVE） - 河東
- ミエタミエナイセカイ（2016年6月1日 - 5日、新宿村LIVE） - 伊豆原
- 世界は僕のCUBEで造られる・2016（2016年6月15日 - 26日、サンモールスタジオ） - 海老原
- 城下町のダンデライオン（2016年8月9日 - 14日、CBGKシブゲキ!!） - 南

- 劇団武士道
  - 武士道第十五陣本公演 柳生十兵衛（2017年4月8日 - 11日、武蔵野芸能劇場） - 冨田
  - 劇団武士道公演～夏の陣～ 巌流島（2017年8月19日 - 22日、武蔵野芸能劇場） - 冨田
  - 劇団武士道公演～冬の陣～ 忍の運命（2018年2月22日 - 27日、シアター風姿花伝） - 河地
  - 武士道10周年記念公演 石川五右衛門～京の都編～（2019年2月23日 - 25日、中目黒キンケロ・シアター） - 冨田

- エンブリオ（2017年5月17日-21日、シアターサンモール） - 南
- マクベス狂走曲《ラプソディ》（2017年6月13日 - 18日、ウッディシアター中目黒） - 冨田、海老原
- 野畑の飼ってた宇宙人（2017年10月25日 - 29日、シアターグリーン） - 南
- 雷ヶ丘に雪が降る（2017年12月20日 - 24日、俳優座劇場） - 南
- ゲートシティーの恋（2018年1月24日 - 28日、劇場HOPE） - 冨田、増田

- ASSH Annex
  - ＃1 君よ叫べ、其ノサガノ在ルガ儘ニ（2018年3月24日 - 4月1日、サンモールスタジオ） - 南、増田
  - ＃2 帝都探偵奇譚ジゴマ（2018年10月24日 - 29日、シアターKASSAI） - 海老原

- たやのりょう一座
  - 第2回公演 ストリッパー物語/いつも心に太陽を（2018年4月18日 - 23日、浅草木馬亭） - 南、冨田、河地
  - 第3回公演 蒲田行進曲（2019年3月27日 - 31日、浅草木馬亭） - 冨田、河地

- mosaique
  - FILE1 PRISM（2018年5月11日 - 14日、DDD青山クロスシアター） - 南
  - FILE2 RAIN（2018年9月27日 - 30日、渋谷シダックスホール） - 南

- 片思い（2018年6月28日 - 7月1日、新宿スターフィールド） - 田口
- あいたま（2018年6月13日 - 17日、恵比寿・エコー劇場） - 南
- 僕は小さなポストマン（2018年8月23日 - 26日、明石スタジオ） - 河地
- あたしをくらえ。（2018年10月17日 - 21日、新宿村LIVE） - 南
- ALLOW[12.25]（2018年12月20日 - 25日、TACCS1179） - 河地

- 平成時代劇片肌☆倶利伽羅紋紋一座「ざ・くりもん」
  - 六道追分（2019年1月4日 - 14日、シアターグリーンBIG TREE THEATER） - 南
  - 浮世行脚（2019年1月4日 - 14日、シアターグリーンBOX in BOX THEATER） - 田口

- 白と黒の忘年会～納めて初めて仕事篇～（2019年2月14日 - 17日、シアターモリエール） - 石塚、田口
- 未来電車（2019年2月20日 - 3月3日、TACCS1179） - 南
- 朝劇 西新宿 愛の回転式（2019年5月26日、GLASS DANCE 新宿店） - 南
- スリーアウト～ホームラン編（2019年6月14日 - 16日、新宿村LIVE） - 南
- NINJA ZONE～FATE OF THE KUNOICHI WARRIOR～（2019年9月4日 - 8日、六行会ホール） - 石塚
- 月夜に舞い上がる桜（2019年9月7日 - 16日、シアターグリーンBIG TREE THEATER） - 南
- スリーアウト～サヨナラ編～（2019年9月14日 - 28日、新宿シアターモリエール） - 今野
- 013（2019年9月22日 - 28日、新宿村LIVE） - 田口
- マジカル・リバース・ワールド2019（2019年9月26日 - 10月2日、ラゾーナ川崎プラザソル） - 海老原
- ファイアマンの遺言（2019年10月17日 - 20日、シアターグリーンBASE THEATER） - 南
- ワタシの好きなぼうりょく（2020年1月15日 - 19日、四谷天窓） - 南
- プロジェクト東京ドールズ THE GARDEN / SKY TOWER（2021年2月20日 - 28日、シアター1010） - 南

- アイドルカレッジ定期公演
  - 虹色のアディショナルタイム（2021年3月9日、AKIBAカルチャーズ劇場）
  - アイカレ虹色TV（2021年4月18日、AKIBAカルチャーズ劇場）
  - 虹色のアディショナルタイム2（2021年9月11日、KEY STUDIO）
  - 虹色戦隊アイカレンジャー（2021年7月31日、KEY STUDIO）
  - 虹色の革命（2021年10月9日、KEY STUDIO）
  - 明日も虹色（2021年12月11日、KEY STUDIO）

- ミュージカル「美少女戦士セーラームーン」～かぐや姫の恋人～（2021年9月3日 - 12日、天王洲銀河劇場） - 南
- 舞台「フルーツバスケット」
  - 舞台「フルーツバスケット」（2022年3月4日 - 13日、日本橋三井ホール） - 南
  - 舞台「フルーツバスケット」2nd season（2023年10月6日 - 15日、大手町三井ホール） - 南

- アイカレ劇団
  - 波のまにまに（2022年3月19日、GOTANDA G2）
  - ミトラ～前編～（2022年5月29日、GOTANDA G2）
  - ミトラ～後編～（2022年6月11日、GOTANDA G2）
  - ねねねのね（2022年9月11日、GOTANDA G2）
  - 私がやりました（2022年11月20日、GOTANDA G2）

- ギラギラ～六本木不死鳥ホスト伝説～（2023年2月9日 - 12日、渋谷区文化総合センター大和田 伝承ホール） - 峯島
- プリンセスだって~シンデレラと白雪姫は、暗い塔の中で美女に出逢った（2023年4月12日 - 16日、萬劇場） - 海老原

### インターネット放送
- アイドルカレッジの『夢を追いかけて』（お台場TV、Ustream）[15]
- アイドルカレッジの伝えたいこと（2011年7月11日 - 2012年3月26日、第2・4月曜、あっ!とおどろく放送局）
- Stand-Up! アイドル（2014年7月16日 - 9月24日、ニコニコ生放送・TOKYO MXでも再構成版を放送）

### テレビCM
- アリシアクリニック（2015年4月 - 9月「笑顔のバトン篇」） - 冨田
- オフィスコーポレーション（2023年6月 「放課後の告白篇」） - 髙桑

### 声優
- ぐでたま（TBSテレビ「あさチャン!」内） - 冨田（しほ、鶏ジュリア、男の子、女の子、アイドル 他）